# Carl Wilhelm Berglind
Carl Wilhelm Berglind (i riksdagen kallad Berglind i Fläckebo), född 22 juni 1835 i Fläckebo församling, Västmanlands län, död där 6 februari 1901, var en svensk lantbrukare, hemmansägare och politiker.
Berglind var ledamot av riksdagens andra kammare 1873–1878 samt 1883–1884, invald i Västmanlands norra domsagas valkrets. Han tillhörde Lantmannapartiet. I riksdagen skrev han en egen motion om upphävande av vissa gästgivares rätt att utskänka brännvin.